# Subteniente Pedro Sánchez
Subteniente Pedro Sánchez är en ort i Mexiko.   Den ligger i kommunen Jiquipilas och delstaten Chiapas, i den sydöstra delen av landet, 700 km sydost om huvudstaden Mexico City. Subteniente Pedro Sánchez ligger 728 meter över havet och antalet invånare är 334.
Terrängen runt Subteniente Pedro Sánchez är kuperad norrut, men söderut är den platt. Runt Subteniente Pedro Sánchez är det ganska glesbefolkat, med 38 invånare per kvadratkilometer. Närmaste större samhälle är Cintalapa de Figueroa, 18,0 km väster om Subteniente Pedro Sánchez. Omgivningarna runt Subteniente Pedro Sánchez är en mosaik av jordbruksmark och naturlig växtlighet.